# 분유

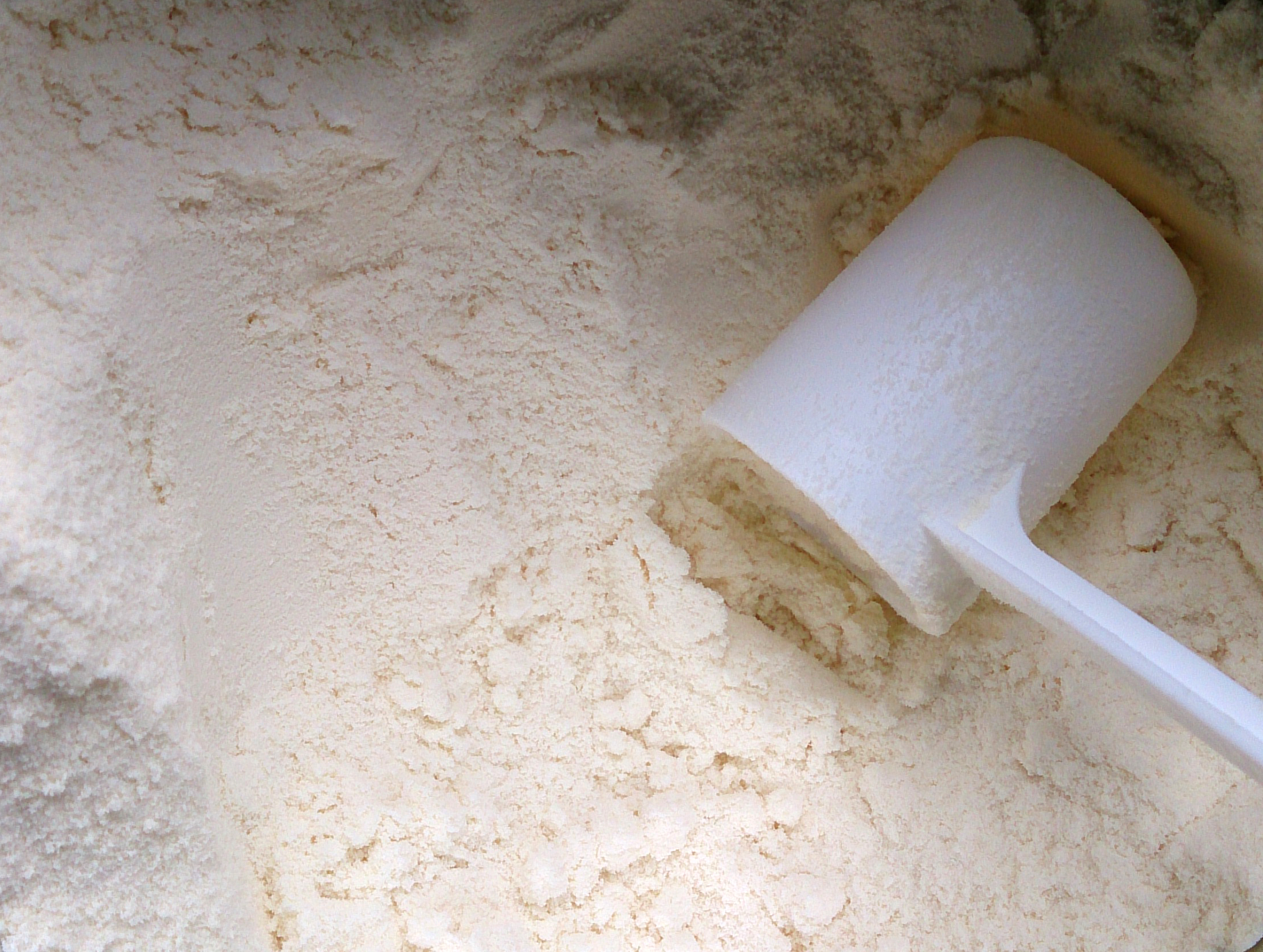
분유

분유(粉乳, 문화어: 가루젖)는 우유를 건조하여 수분을 증발시켜 만든 유제품이다. 우유를 건조하는 한 가지 목적은 보존하기 위함이다. 분유는 수분 함량이 낮아 액체 우유보다 유통기한이 훨씬 길고 냉장 보관할 필요가 없다. 다른 목적은 운송 경제를 위해 부피를 줄이는 것이다. 분유 및 유제품에는 전유 분말, 무지방(탈지) 분유, 건조 우락유, 건조 유청 (음식) 제품 및 건조 유제품 혼합물이 포함된다. 많은 수출 유제품은 코덱스 알리멘타리우스에 명시된 기준을 따른다.
분유는 식품 첨가제, 건강(영양) 용도 및 생명공학기술 (포화제) 분야에서 사용된다.

## 역사와 제조

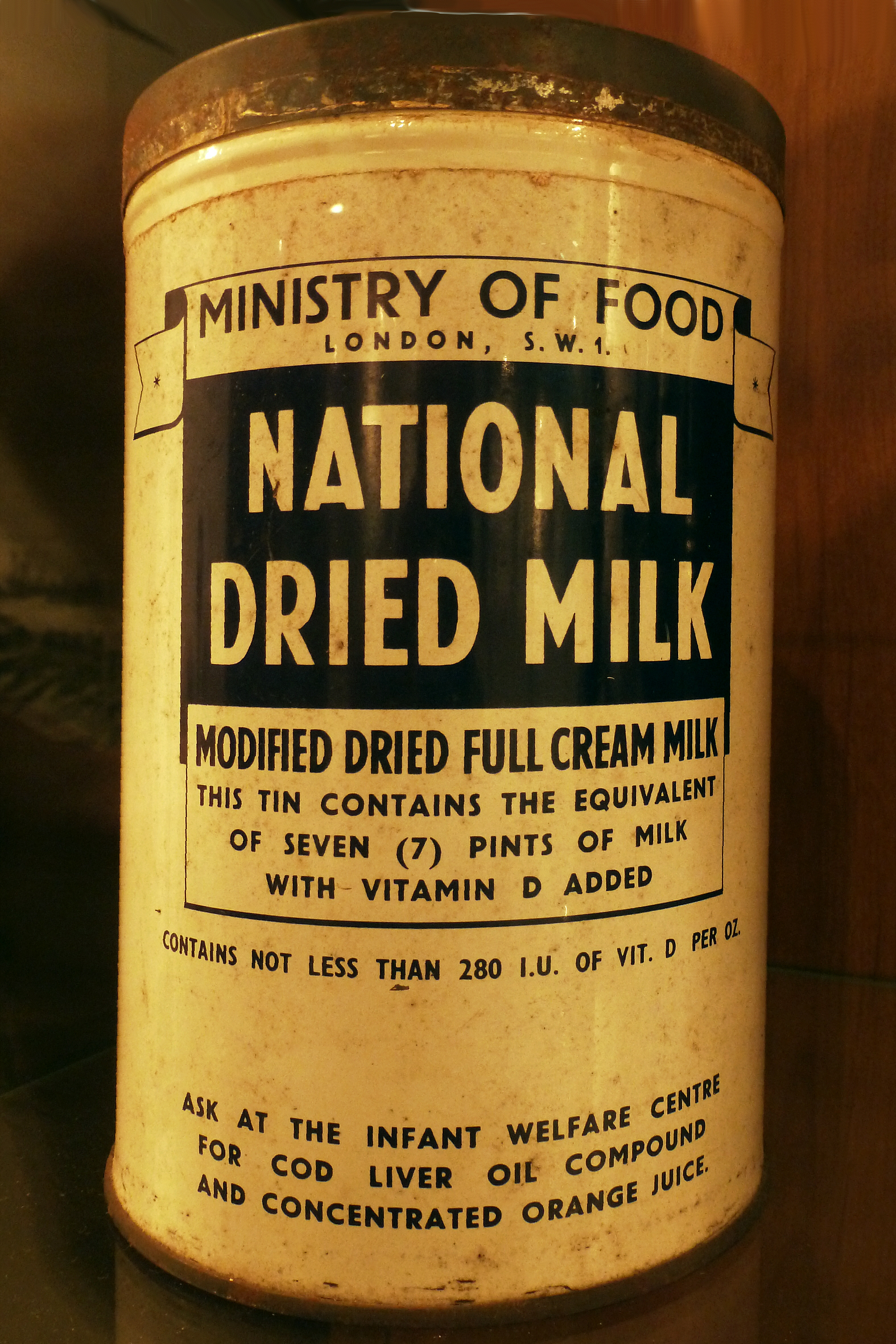
비타민 D가 강화된 변형 건조 전유. 1947년 영국 런던 식량부에서 제공한 오리지널 용기이다.

마르코 폴로는 쿠빌라이 칸 시대의 몽골 타타르인 병사들이 햇볕에 말린 탈지유를 "일종의 페이스트"로 휴대했다고 기록했지만, 현대적인 첫 건조 우유 생산 공정은 1802년 러시아 의사 오십 크리체프스키(Osip Krichevsky)에 의해 발명되었다. 건조 우유의 첫 상업 생산은 1832년 러시아 화학자 M. 디르초프(M. Dirchoff)에 의해 조직되었다. 1855년 T. S. 그림웨이드(T. S. Grimwade)는 건조 우유 공정에 대한 특허를 취득했지만, 윌리엄 뉴턴(William Newton)은 이미 1837년에 진공 건조 공정에 대한 특허를 받았다.
현대에 분유는 일반적으로 무지방 탈지유, 전유, 우락유 또는 유청 (음식)을 분무 건조하여 만든다. 저온 살균된 우유는 먼저 증발기에서 약 50%의 우유 고형물로 농축된다. 그 결과로 얻은 농축 우유는 가열된 챔버에 분사되어 물이 거의 즉시 증발하고 미세한 분유 고형물 입자가 남는다.
대안으로, 우유는 드럼 건조 방식으로 건조될 수 있다. 우유는 가열된 드럼 표면에 얇은 막으로 도포되고, 건조된 우유 고형물은 긁어낸다. 그러나 이 방식으로 만든 분유는 더 큰 열 노출로 인한 캐러멜화 때문에 조리된 맛이 나는 경향이 있다.
다른 공정은 동결 건조인데, 이는 드럼 건조에 비해 우유의 많은 영양소를 보존한다.
건조 방식과 우유가 가공될 때의 열처리 방법은 찬물에 대한 용해도, 맛, 벌크 밀도와 같은 분유의 특성을 변화시킨다.

## 음식 및 건강 용도

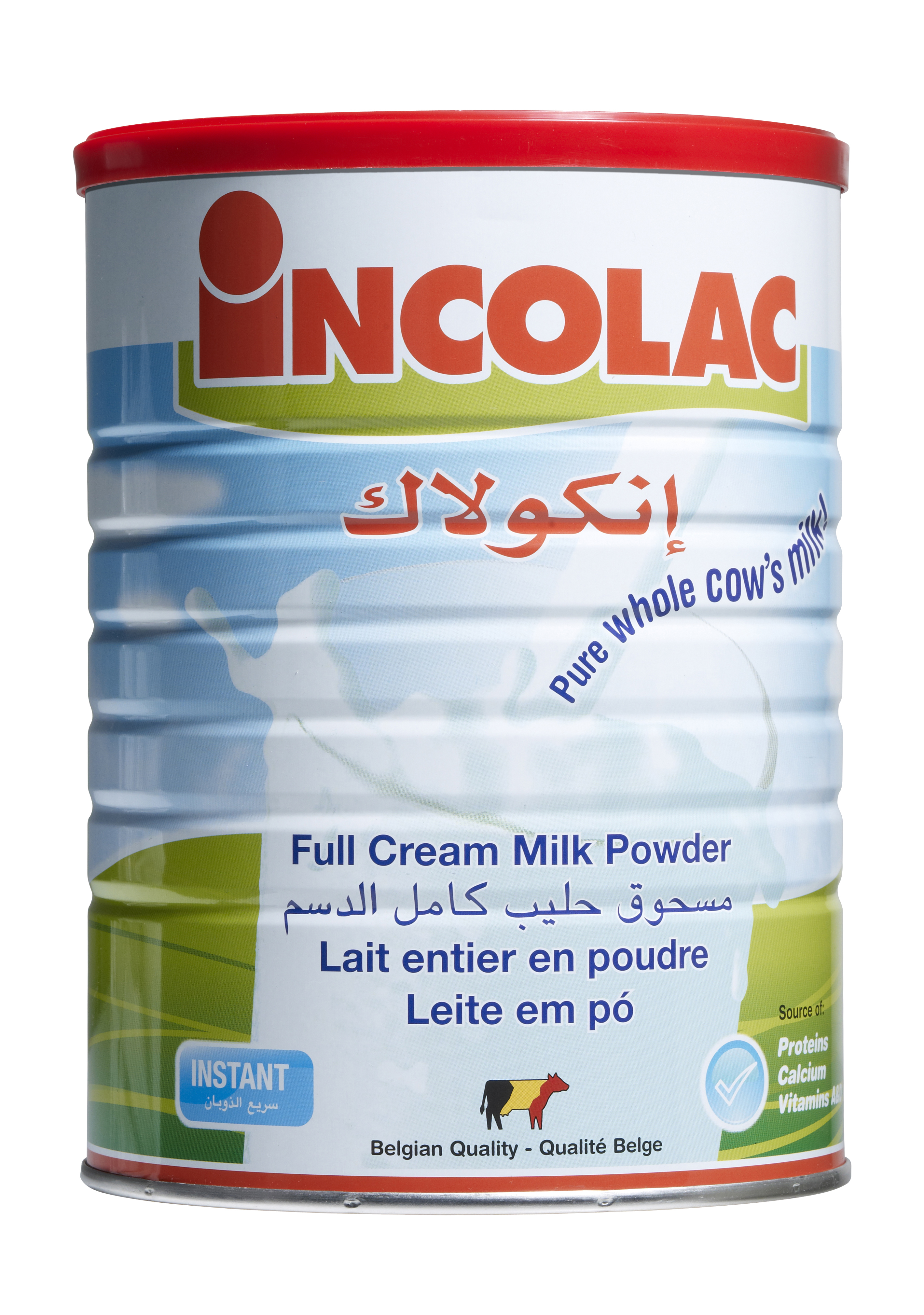
인콜락(Incolac) 분유

분유는 유엔 식량 원조 공급품, 낙진 방호소, 창고, 그리고 신선한 우유를 구할 수 없는 곳에서 흔히 사용되는 품목이다. 또한 조제분유 제조에 자주 사용된다. 다른 건조 식품과 마찬가지로 상하지 않는 것으로 간주되며, 상하지 않고 준비하기 쉬운 음식을 필요로 하는 생존주의자, 하이킹족, 그리고 기타 사람들에게 선호된다. 부피와 무게가 줄어들고 냉장 차량이 필요 없어 운송 및 보관 비용이 절감되기 때문에 많은 개발도상국에서 널리 사용된다.
코카인 및 기타 마약과 유사하여, 분유는 때때로 영화 제작에서 소품으로 사용될 때 흡입될 수 있는 무독성 물질로 쓰인다.

### 베이킹
분유는 초콜릿, 캐러멜 캔디와 같은 과자류에 자주 사용되며, 액체 우유를 넣으면 제품이 너무 묽어지는 제과 레시피에도 사용된다. 또한 인도의 우유 볼인 굴랍자문과 인기 있는 인도 과자(건조 코코넛을 뿌린)인 춤춤(탈지분유로 만듦)과 같은 다양한 단 음식에 널리 사용된다. 너트 버터를 사용하는 많은 무조리 레시피에서는 너트 버터가 오일을 흡수하여 액체로 변하는 것을 방지하기 위해 분유를 사용한다.
마이야르 반응으로 인해 분유를 조리하면 캐러멜화되고 고소한 맛이 나는데, 이는 구운 식품에 바람직하다. 본 아페티 편집자 실파 우스코코비치(Shilpa Uskokovic)는 분유에 함유된 추가 설탕과 지방이 브라운 버터에 추가적인 캐러멜화를 더하고, 아이스크림을 더 부드럽게 만들며, 요구르트를 더 걸쭉하게 만들고, "효모 빵의 구조와 질감을 개선하여 더 부풀고 부드럽게 만든다"고 언급했다.

### 재구성
사용할 무지방 건조 우유(NFDM)의 양은 물 무게의 약 10%이다. 또는 무게 대신 부피로 측정할 경우, 분유로 만든 한 컵의 액체 우유는 물 한 컵과 분유 3분의 1컵을 필요로 한다.

### 영양가
분유는 단백질의 구성 요소인 21가지 표준 아미노산을 모두 포함하고 있으며, 수용성 비타민과 식이 미네랄 함량이 높다. USAID에 따르면, 재구성되지 않은 무지방 건조 우유의 일반적인 평균 주요 영양소 함량(무게 기준)은 단백질 36%, 탄수화물(주로 락토스) 52%, 칼슘 1.3%, 칼륨 1.8%이다. 반면 전유 분말은 평균 단백질 25–27%, 탄수화물 36–38%, 지방 26–40%, 회분(미네랄) 5–7%를 함유한다. 캐나다에서는 분유에 비타민 D가 추가되어야 하며, 합리적인 일일 우유 섭취량으로 300에서 400 국제 단위(IU)의 비타민 D를 제공해야 한다. 그러나 높은 상대 습도와 높은 주변 온도와 같은 부적절한 보관 조건은 분유의 영양가를 크게 저하시킬 수 있다.
시판되는 분유에는 신선한 우유보다 더 많은 양의 옥시스테롤(산화된 콜레스테롤)이 함유되어 있다고 보고되었다(신선한 우유에는 미량인 반면, 최대 30 μg/g). 옥시스테롤은 자유 라디칼 또는 효소에 의해 생성되는 콜레스테롤 유도체이다. 일부 자유 라디칼 유도 옥시스테롤은 죽상경화증 플라크의 개시자로 의심되어 왔다. 비교하자면, 달걀가루에는 훨씬 더 많은 옥시스테롤(최대 200 μg/g)이 함유되어 있다.

### 수출 시장

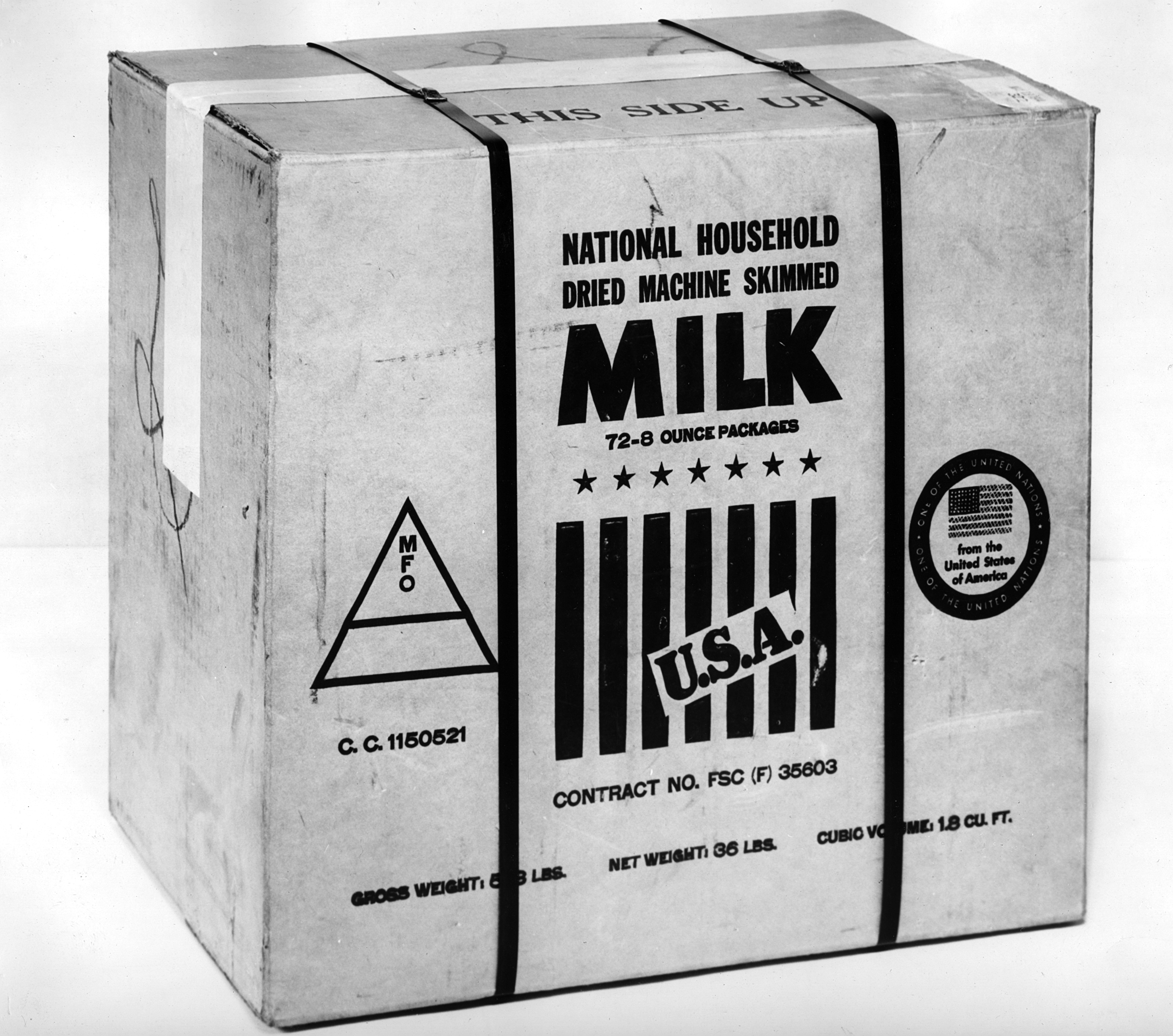
국가 가정용 건조 탈지유. 이것은 1944년 6월 식품 수출용으로 미국에서 생산된 건조 우유이다.

2021년 기준, 분유의 최대 생산국은 뉴질랜드, 중국, 아르헨티나, 브라질이다.
2019~2020 회계연도 유럽의 분유 생산량은 약 300만 톤으로 추정되며, 이 중 대부분은 대량 포장 또는 소비자 포장으로 수출되었다.
호주 또한 상당한 분유 수출 산업을 가지고 있으며, 2020~2021 회계연도에 13,000톤 이상의 탈지유 및 전유 분말을 수출하여 약 8,300만 호주 달러의 가치를 창출했다.
시중에 유통되는 브랜드로는 네슬레의 니도, 밀코벨(Milcobel)의 인콜락(Incolac), 프리슬란트캄피나의 더치 레이디(Dutch Lady), 알라 푸드의 퍽(Puck) 등이 있다.
이 산업의 주요 기업으로는 네슬레, 다논, 락탈리스, 폰테라, 프리슬란트캄피나, 딘 푸드, 알라 푸드, 데어리 파머스 오브 아메리카, 크래프트 푸즈, 사푸토, 파르말라트 등이 있다.

### 불순물 혼입
2008년 중국산 유제품 멜라민 오염사건에서는 산루 브랜드의 조제분유에서 단백질 함량을 높인 것처럼 속이기 위해 멜라민이 첨가된 불순물 혼입이 발견되었다. 이 제품을 섭취한 후 수천 명이 병에 걸렸고, 일부 어린이가 사망했다.

### 오염 공포
2013년 8월, 중국은 뉴질랜드산 유청 단백질 농축액 여러 배치에서 보틀리눔 중독균이 잘못 검출되었다는 공포가 발생하자 뉴질랜드산 분유 수입을 일시적으로 중단했다. 제품 리콜의 결과로, 이 단일 품목의 판매 손실 예상 때문에 뉴질랜드 달러는 0.8%(77.78 미국 센트) 하락했다.

## 생명공학기술 분야에서의 활용
지방이 없는 분유는 블로팅 막(나이트로셀룰로스, 폴리바이닐리덴 플루오라이드(PVDF) 또는 나일론)과 같은 지지체에서 비특이적 결합 부위를 차단하는 포화제로 사용되어, 추가적인 검출 시약의 결합과 그에 따른 배경 노이즈를 방지한다. 이는 블로또라고도 불린다. 우유의 주요 단백질인 카세인이 대부분의 결합 부위 포화 효과를 담당한다.

## 같이 보기
- 토플료노예 몰로코
- 연유
- 간편식
- 커피 화이트너
- 무당연유
- 달걀가루
- 맥아유